# Plodni polumjesec
Plodni polumjesec je područje u jugozapadnoj Aziji i sjevernoj Africi i sastoji se od plodnih podregija Mezopotamije i Levanta. Kroz ovu regije protječu četiri velike rijeke: Nil, Jordan, Eufrat i Tigris.
S južne strane je omeđen Sirijskom pustinjom, a sa sjeverne Anadolijom. Proteže se od istočne obale Sredozemnog mora do Perzijskog zaljeva, zahvaćajući teritorij površine između 400.000 i 500.000 km2.
Zbog bogatog povijesnog nasljeđa, ovo područje se često naziva kolijevkom civilizacije i smatra se mjestom nastanka pismenosti i otkrića kotača.
Naziv Plodni polumjesec je skovao američki arheolog James Henry Breasted sa Sveučilišta u Chicagu, nadahnut činjenicom da je riječ o plodnom području čiji oblik podsjeća na polumjesec.
Današnje države čiji se teritoriji nalaze u potpunosti ili djelomično unutar Plodnog polumjeseca su Irak, Izrael (s Palestinom), Jordan, Libanon, Sirija, dio sjeveroistočnog Egipta i mali dio jugozapadne Turske i zapadnog Irana.